# Indiana Farmers Coliseum
L'Indiana Farmers Coliseum, anciennement Indiana State Fairgrounds Coliseum de 1939 à 1991, Pepsi Coliseum de 1991 à 2012, puis Fairgrounds Coliseum entre avril et décembre 2014 est une salle omnisports située à Indianapolis, dans l'État de l'Indiana aux États-Unis.

## Configuration
En configuration aréna, sa capacité est de 6 300 places. Elle est de 6 500 places pour les matches de basket-ball. Pour d'autres évènements, sa capacité est évolutive : de 4 800 à 8 000 places.

## Équipes résidentes

### Actuelles
Depuis 2014, la salle est le domicile des Fuel d'Indy, équipe de hockey sur glace qui évolue en ECHL et également des IUPUI Jaguars (en), équipe évoluant dans le championnat NCAA de basket-ball.
Elle abrite depuis 2010 les Naptown Roller Girls (en), équipe féminine de roller derby, membre de la WFTDA.

### Anciennes
De son ouverture en 1939 jusqu'en 1952, l'Indiana State Fairgrounds Coliseum (son nom de l'époque) abritait les Capitals d'Indianapolis, équipe de hockey sur glace qui évoluait dans la Ligue américaine de hockey. De 1955 à 1962, l'équipe des Chiefs d'Indianapolis de la Ligue internationale de hockey y disputait ses matches à domicile, de même que les Capitols d'Indianapolis en 1963, équipe de LCH. De 1979 à 1985, une autre équipe de la LIH joue dans cette aréna : les Checkers d'Indianapolis. De 1999 à 2004, ce sont les Ice d'Indianapolis, équipe de LCH qui sont le club résidant. Enfin, de 2004 à 2012, le Coliseum accueille l'Ice de l'Indiana, équipe amatrice de l'United States Hockey League.
En basket-ball, les Pacers de l'Indiana, actuellement en NBA, évoluaient dans cette salle entre 1967 et 1974 et était à l'époque membre de l'American Basketball Association.